# Tram van Aarhus

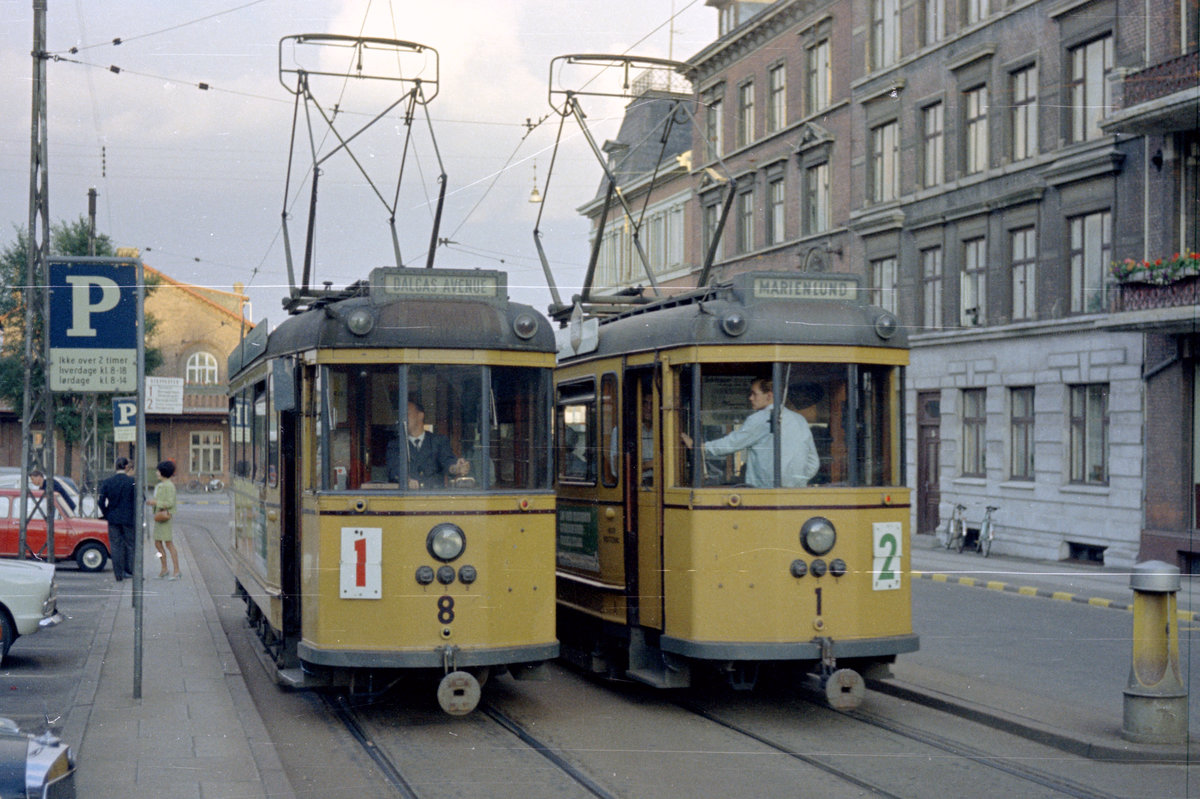
Motorwagens 1 en 8 op de lijnen 1 en 2 bij Østbanetorvet (Oostbaanstation); 27 juli 1968.

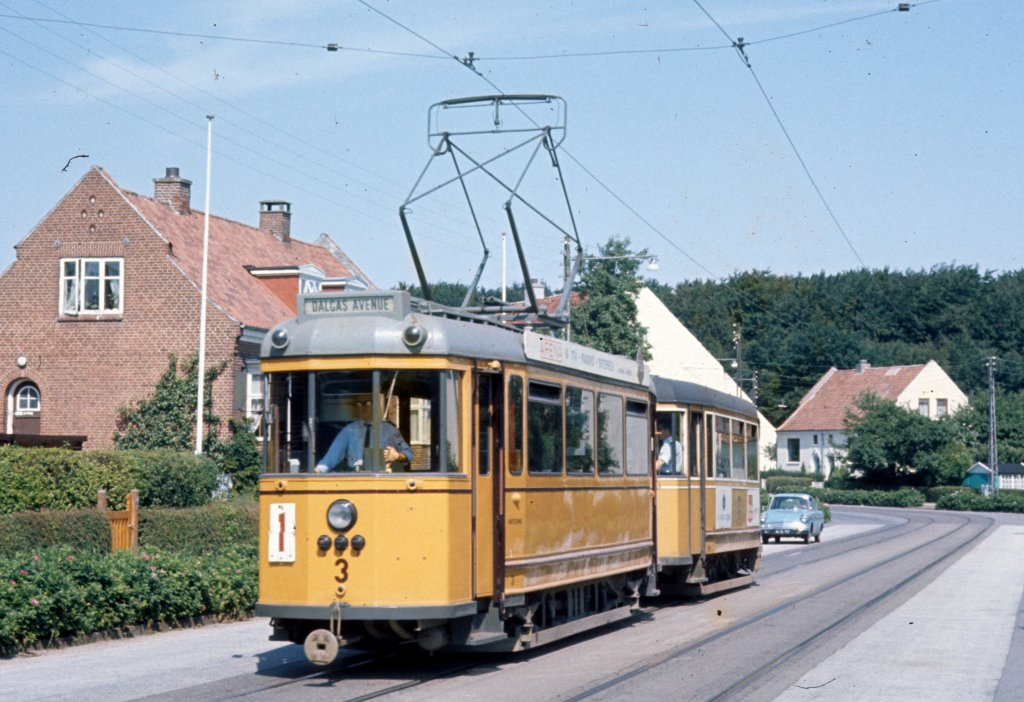
Motorwagen 1 op de Marienlunds Allé op 8 augustus 1969.

De tram van Aarhus was een trambedrijf in de Deense stad Aarhus. Tussen 1884 en 1971 reden hier trams. Sinds 2017 is er een nieuw trambedrijf.
Van 31 mei 1884 tot 23 mei 1895 werd met een paardentram gereden op een spoorwijdte van 1.435 mm (normaalspoor) tussen de Store Torv en het Hoofdstation (Jernbanestationen).
In september 1903 werd het bedrijf Aarhus Elektriske Sporvej opgericht. Van 7 juli 1904 tot 7 november 1971 exploiteerde dit bedrijf een elektrisch tramnet met twee lijnen met een spoorwijdte van 1.000 mm (meterspoor). Het lijnennet had een Y-structuur. Lijn 1 reed van Marienlund naar Dalgas Avenue en lijn 2 van Marienlund naar Kongsvang.
Op 22 augustus 1944 werd de tramremise na een bomaanslag door brand verwoest. Hierbij gingen alle tramwagens (en bussen) verloren met de bouwjaren 1904-1943. In 1945-1947 werden ter vervanging 20 nieuwe motorwagens voorzien van pantograaf en 19 bijwagens aangeschaft, deels op oude onderstellen. Deze hebben dienst gedaan tot de opheffing van de tram op 7 november  1971.
Na de opheffing zijn er vier motorwagens en vier bijwagens bewaard gebleven in het Trammuseum Skjoldenæsholm.

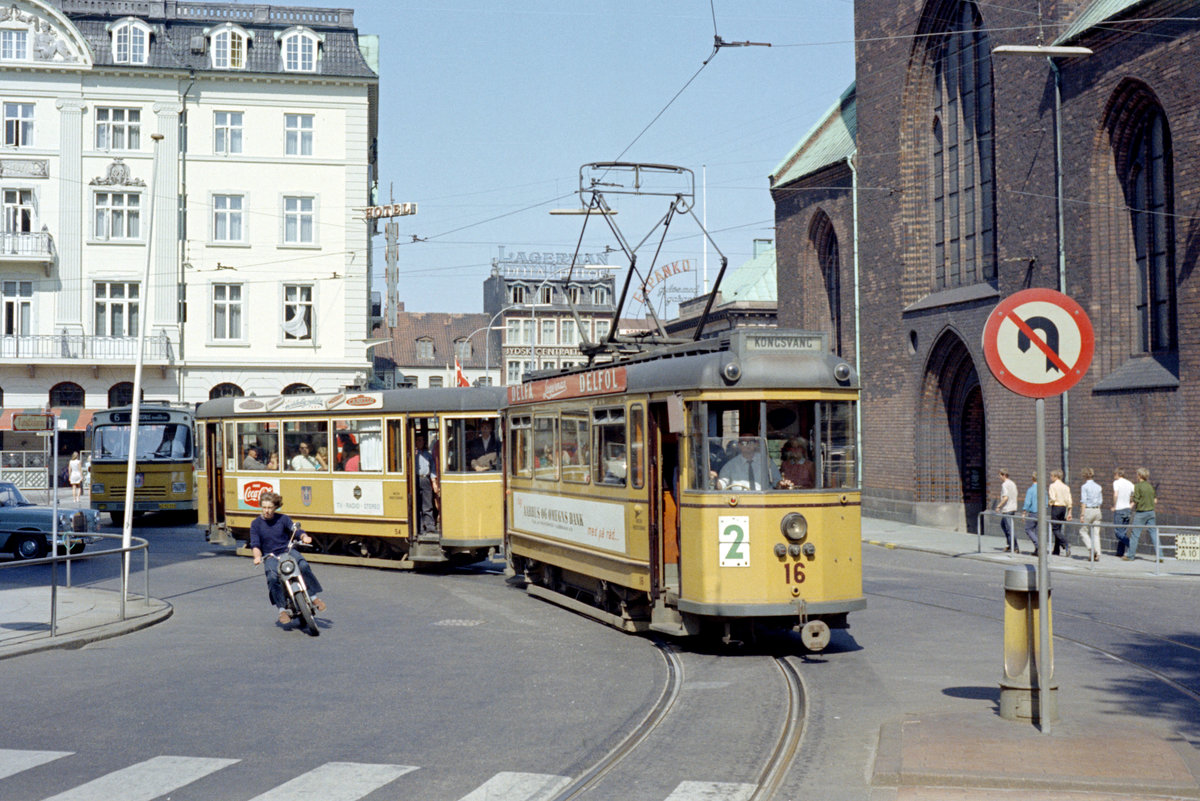
Motorwagen 16 + bijwagen 54 op de Store Torv / Sankt Clemens Torv / Bispetorvet (torv (Deens) = Markt); 8 augustus 1969.
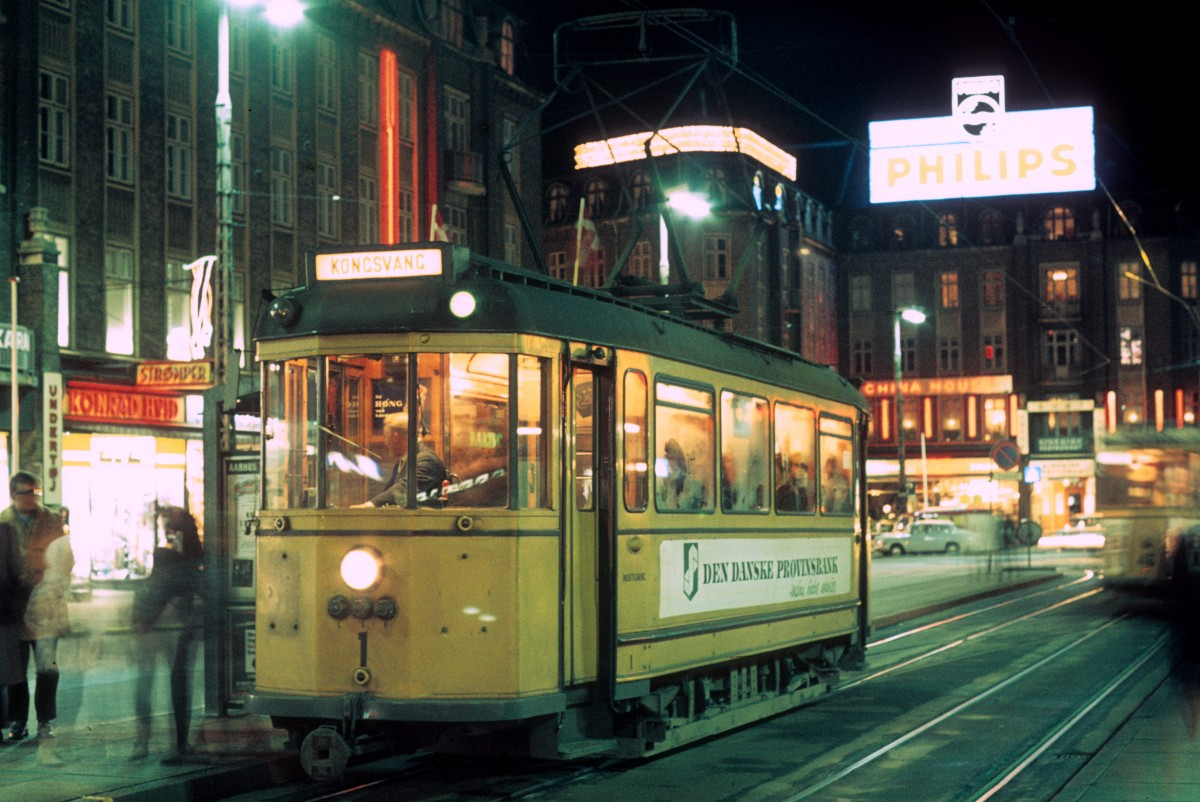
Motorwagen 1 op de Banegårdsplads (Stationsplein) op de laatste avond voor de opheffing; 6 november 1971.
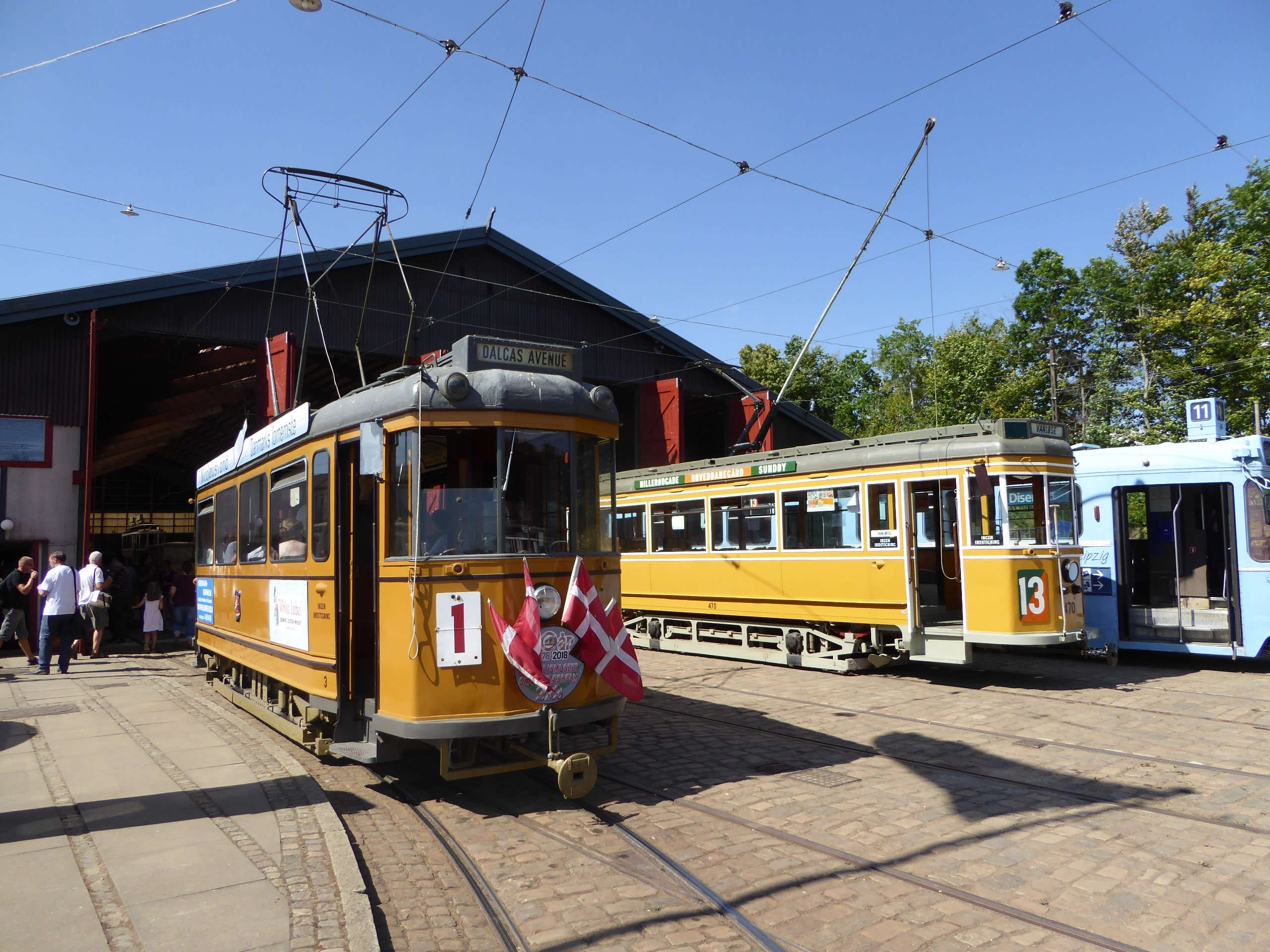
Motorwagen 3 en de Kopenhaagse motorwagen 470 bij het Trammuseum Skjoldenæsholm; 28 juli 2018.
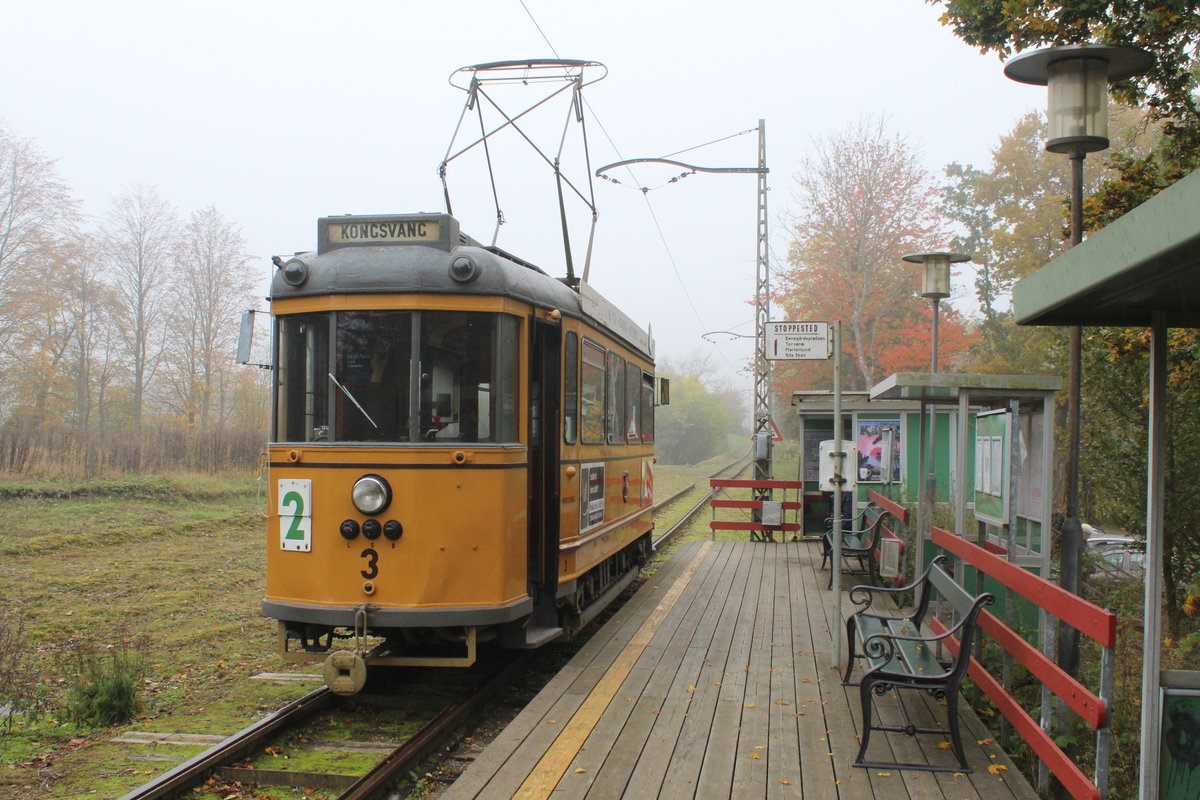
Motorwagen 3 bij het Trammuseum Skjoldenæsholm; 16 oktober 2019.

## Nieuw trambedrijf
In 2017 is een nieuw trambedrijf (lightrail) in bedrijf genomen, genaamd Aarhus Letbane. De Aarhus Nærbane zijn onderdeel geworden van dit project.